# كوسوفو
كوسوفو أو قَوْصَوَة (بالتركية: قوصوه؛ وبالألبانية: قوصووه‌/Kosovë) واسمها الرسمي جُمْهُورِيَّةُ قَوْصَوَة (بالألبانية: رەپوبلېقا ئە قوصووىٕس/Republika e Kosovës) دولة معترف بها جزئيا تقع في جنوب شرق أوروبا وهي موضوع نزاع إقليمي مع جمهورية صربيا. تبلغ مساحة كوسوفو 10,887 كيلومتر مربع (4,203 ميل2)، وهي دولة غير ساحلية تقع في وسط منطقة البلقان، وتحدها جمهورية مقدونيا الشمالية من الجنوب الشرقي وصربيا من الشمال الشرقي والجبل الأسود من الشمال الغربي وألبانيا من الجنوب. تمتلك كوسوفو مناظر طبيعية مُتنوعة من حيث الحجم وتختلف من حيث المناخ والجيولوجيا والهيدرولوجيا. تُغطي كوسوفو العديد من السهول والحقول الشاسعة خصوصا في منطقة متوخية، إضافة إلى سلاسل جبال الألب الألبانية وجبال شار التي تتواجد في الجنوب الغربي والجنوب الشرقي على التوالي.
بعد فشل المقاومة غير العنيفة ضد الحكم الصربي في عام 1990، قام الألبان بتمرد مُسلح عام 1997-1999، مما أجبر منظمة حلف الشمال الأطلسي (الناتو) على شن هجوم على صربيا والجبل الأسود والتي استمرت 78 يومًا لوقف الحرب في كوسوفو. في عام 1999، بناءً على قرار أصدره مجلس الأمن الدولي قامت الأمم المتحدة بإرسال بعثة لإدارة محافظة كوسوفو. بتاريخ 17 فبراير 2008، أعلن البرلمان في كوسوفو استقلال «جمهورية كوسوفو». وبناءً على اتفاقية بروكسل تقوم صربيا بتطبيع علاقاتها مع كوسوفو، لكنها لا تعترف باستقلالها بشكل رسمي حيث لا تعترف صربيا رسميًا بكوسوفو كدولة ذات سيادة، وتستمر في المطالبة بها كإقليم كوسوفو ومتوخية المتمتع بالحكم الذاتي، لكنها تقبل السلطة الحاكمة لمؤسسات.
وتم الاعتراف باستقلال جمهورية كوسوفو من قبل 105 دولة عضو في الأمم المتحدة وعضو في صندوق النقد الدولي والبنك الدولي، الاتحاد الدولي للطرق النقل، مجلس التعاون الإقليمي، مجلس مصرف التنمية الأوروبي، البنك الأوروبي للإنشاء والتعمير. بالإضافة إلى 22 من 27 دولة من دول الاتحاد الأوروبي.

## التسمية
الاسم كوسوڤو أتى من الكلمة الصربية «قوص» (kos) التي تعني «الطائر الأسود». النطق الصربي هو كوسوڤو أما النطق باللغة الألبانية فهو كوسوڤا أما الاسم العثماني التاريخي فهو قوصوه. أما اللاحقة "ova" (أوه) فتعني: «سهل أو وادي».
والراجح في سبب التسمية هي أن الدولة العثمانية أطلقت على المنطقة اسم قوصوه في عهد السلطان العثماني مراد الثاني ومن ثم مع مرور الزمن تم تحريف الاسم إلى كوسوڤو بحكم اختلاف الألسن بين الشعوب.

## التاريخ
كانت جزءًا من الدولة العثمانية طيلة خمسة قرون منذ أن فتحها السلطان العثماني مراد الأول عام 1389. وبعد حرب البلقان الأولى عام 1912 تقاسمت مملكتي صربيا والجبل الأسود أراضي كوسوفو. وبعد انتهاء الحرب العالمية الأولى أصبحت كوسوفو ضمن مملكة يوغسلافيا. خلال الحرب العالمية الثانية احتلت يوغسلافيا وضُم إقليم كوسوفو إلى ألبانيا التي كانت تحت الاحتلال الإيطالي.
بعد الحرب العالمية الثانية وتحديدا عام 1946 ضُم إقليم قوصوة إلى يوغوسلافيا الاتحادية، وفي عهد الرئيس جوزيف بروز تيتو ووفق دستور 1947 عاشت كوسوفو حكماً ذاتيا ضمن إطار اتحاد الجمهوريات اليوغوسلافية إلى أواخر السبعينات من القرن العشرين. في عام 1989 ألغى الرئيس الصربي سلوبودان ميلوشيفيتش الحكم الذاتي الذي كان يتمتع به ألبان قوصوة وحَكَم الإقليم بالحديد والنار، مستخدماً أساليب بوليسية وقمعية عنيفة.
نظم أهالي كوسوفو أنفسهم لمواجهة الاضطهاد الذي يتعرضون له بعد إلغاء الحكم الذاتي واتخذ تنظيمهم طابعاً قومياً أكثر منه دينياً وقادهم آن ذاك حزب الاتحاد الديموقراطي الألباني الذي كان يترأسه الأديب والأستاذ الجامعي إبراهيم روغوفا وكان يتخذ من النضال السياسي السلمي منهجاً له.
في يوليو 1990 أجرى أهالي كوسوفو استفتاءً عاماً كانت نتيجته معبرة عن رغبة الغالبية العظمى في الانفصال عن صربيا وإقامة جمهورية مستقلة، وفي سبتمبر من العام نفسه نظم الألبان إضرابا واسعاً يشبه العصيان المدني لصربيا.
في الرابع والعشرين من مايو عام 1992 انتخب الألبان إبراهيم روغوفا رئيساً لجمهوريتهم التي أطلقوا عليها اسم جمهورية كوسوفو ولم تعترف بها صربيا.
حاول إبراهيم روغوفا المعروف بنهجه السلمي كسب تعاطف المجتمع الدولي ونيل اعترافه بجمهورية كوسوفو لكنه لم ينجح فكون الشباب الألباني خلايا عسكرية سموها جيش تحرير كوسوفو.
كان عام 1998 هو العام الذي لفت أنظار العالم بقوة إلى خطورة الأوضاع في كوسوفو حيث دخل جيش تحرير كوسوفو في صراع مع الجيش الصربي فارتكب الأخير مجازر وحشية ضد المدنيين الألبان مما أجبر المجتمع الدولي على التحرك.
في مارس 1999، شن حلف شمال الأطلسي غارات جوية على صربيا ما أرغم ميلوشيفيتش على الانسحاب من كوسوفو. وفقدت بلغراد السيطرة الفعلية على الإقليم الذي وضع تحت حماية الأمم المتحدة والحلف الأطلسي الذي ينشر نحو 17 ألف عسكري فيه.
وجرت مفاوضات حول الوضع النهائي لكوسوفو بين الصرب والقوصويين الألبان، قدم في ختامها مارتي اهتيساري الذي كلفته الأمم المتحدة إعداد وضع نهائي للإقليم خطة تقضي باستقلاله تحت إشراف دولي، دعمها الأميركيون ومعظم الأوروبيين.

### الاستقلال

الدول التي تظهر باللون الأخضر اعترفت بإستقلال كوسوفو.

كان إقليم كوسوفو يتمتع باستقلال ذاتي منذ وقت المذابح التي جرت ضد السكان في الإقليم وكان ذلك الإقليم تابعاً إلى صربيا. لكن في يوم 17 فبراير/شباط 2008 أعلن الإقليم انفصاله عن حكومة بلغراد واستقلاله وهو الأمر الذي رفضته الحكومة الصربية المركزية. الاستقلال أيدته الولايات المتحدة وعدد من دول الإتحاد الأوروبي وتركيا والسعودية والبحرين واليمن والإمارات في حين رفضته روسيا بشدة ودعت إلى جلسة عاجلة لمجلس الأمن. 98 دولة تعترف بكوسوفو  كدولة مستقلة ولكي تصبح عضواً في الأمم المتحدة يجب أن تحصل على اعتراف 97 دولة وهناك دول أوروبية كإسبانيا لم تعترف باستقلال كوسوفو -على اعتبار أن إسبانيا ترفض استقلال إقليم الباسك عن أراضيها لذلك فهي لا تؤيد انفصال إقليم آخر- لأنه «غير قانوني ومخالف لاتفاق وقف إطلاق النار».

## الجغرافيا
تقع جمهورية كوسوفو في منطقة البلقان في أوروبا. تبلغ مساحتها 10,887 كم2 (4,203 ميل2) ويبلغ عدد سكانها حوالي مليوني نسمة. وتقع بين خطي عرض 41 درجة و 44 درجة شمالا، وخطي طول 20 ° و 22 ° E. ولها حدود مع ألبانيا غرباً ومقدونيا جنوباً وصربيا شمالاً والجبل الأسود في الشمال الغربي. الأنهار الرئيسية في المنطقة نهر بللى دوريم، يصب نحو البحر الأدرياتيكي، ونهر أبيار أحد روافد نهر مورافا، تشكل الغابات 39.1 ٪ من كوسوفو مناخها قاري، حار صيفاً وبارد مثلج شتاءً.
تقع كوسوفو بين البحر الأبيض المتوسط والسلاسل الجبلية في منطقة جنوب شرق أوروبا، في شبه جزيرة البلقان. مما يمنحها البلاد مناخ ذو اختلاف كبير ومتنوع في درجات الحرارة، حيث يصل في الصيف إلى 30 درجة مئوية (86 درجة فهرنهايت)، وتصل شتاءً إلى -10 درجات مئوية. يتميز مناخ البلاد بالصيف الحار والشتاء البارد الثلجي.
تغلب الجبال على تضاريس كوسوفو. يقع جبال سار في الجنوب والجنوب الشرقي على الحدود مع جمهورية مقدونيا. توجد في المنطقة منتجعات للتزلج، بالإضافة إلى و Prevalac و Brezovica تعتبر أهم الوجهات السياحية في كوسوفو. تعتبر قمة Đeravica أعلى قمة في البلاد 2,656 متر (8,714 قدم) فوق مستوى سطح البحر، وتقع في الجنوب الغربي على الحدود مع ألبانيا. تقع جبال كوباونيك في الشمال. المنطقة الوسطى درينكا، بينما تُعتبر كرنولجيفا Crnoljeva والجزء الشرقي من كوسوفو، والمعروفة باسم غولجاك Goljak أهم المناطق الجبلية في البلاد.

خارطة توضح موقع كوسوفو والدول المجاورة وتضاريسها
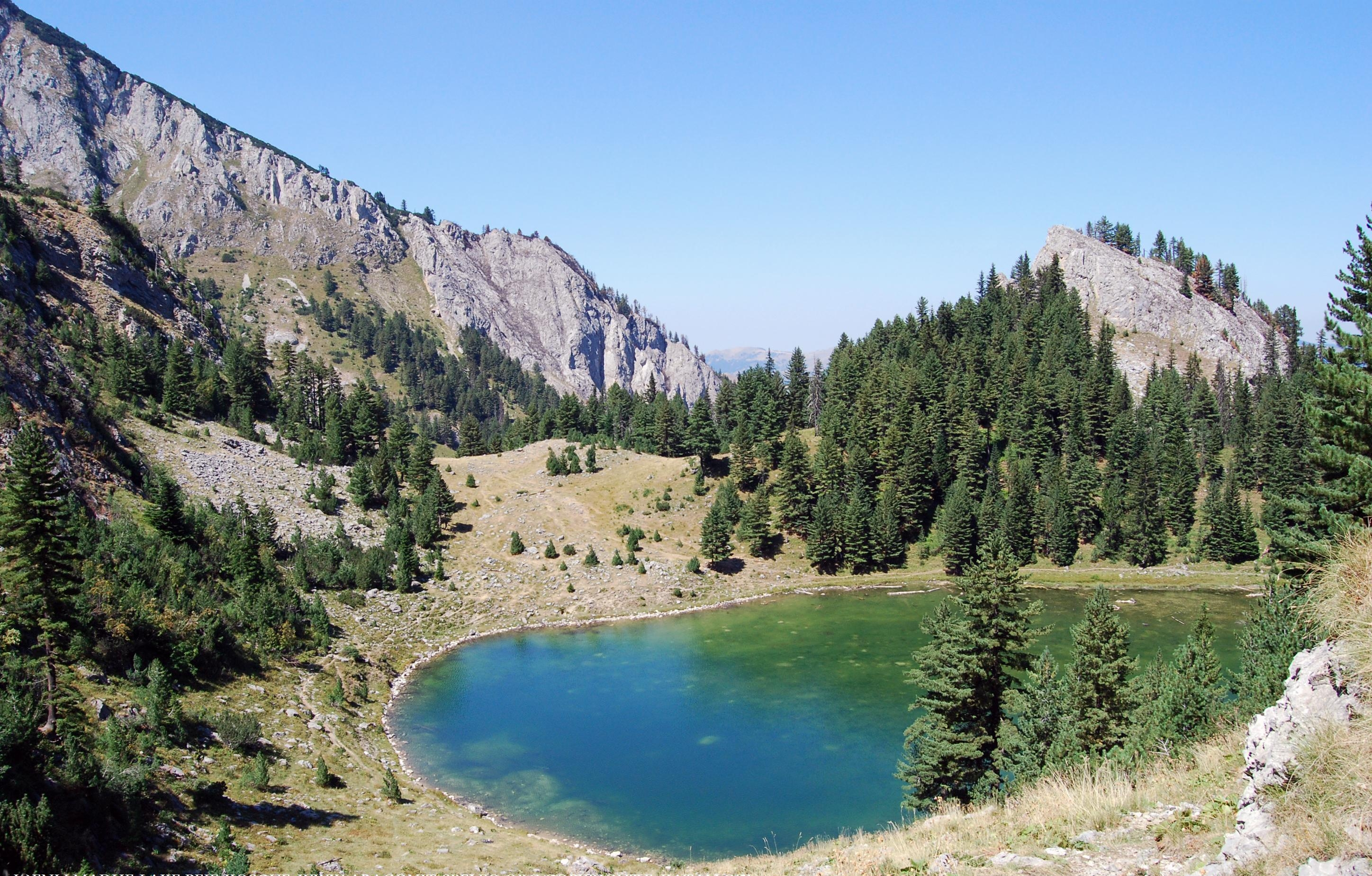
بحيرة ليسانات
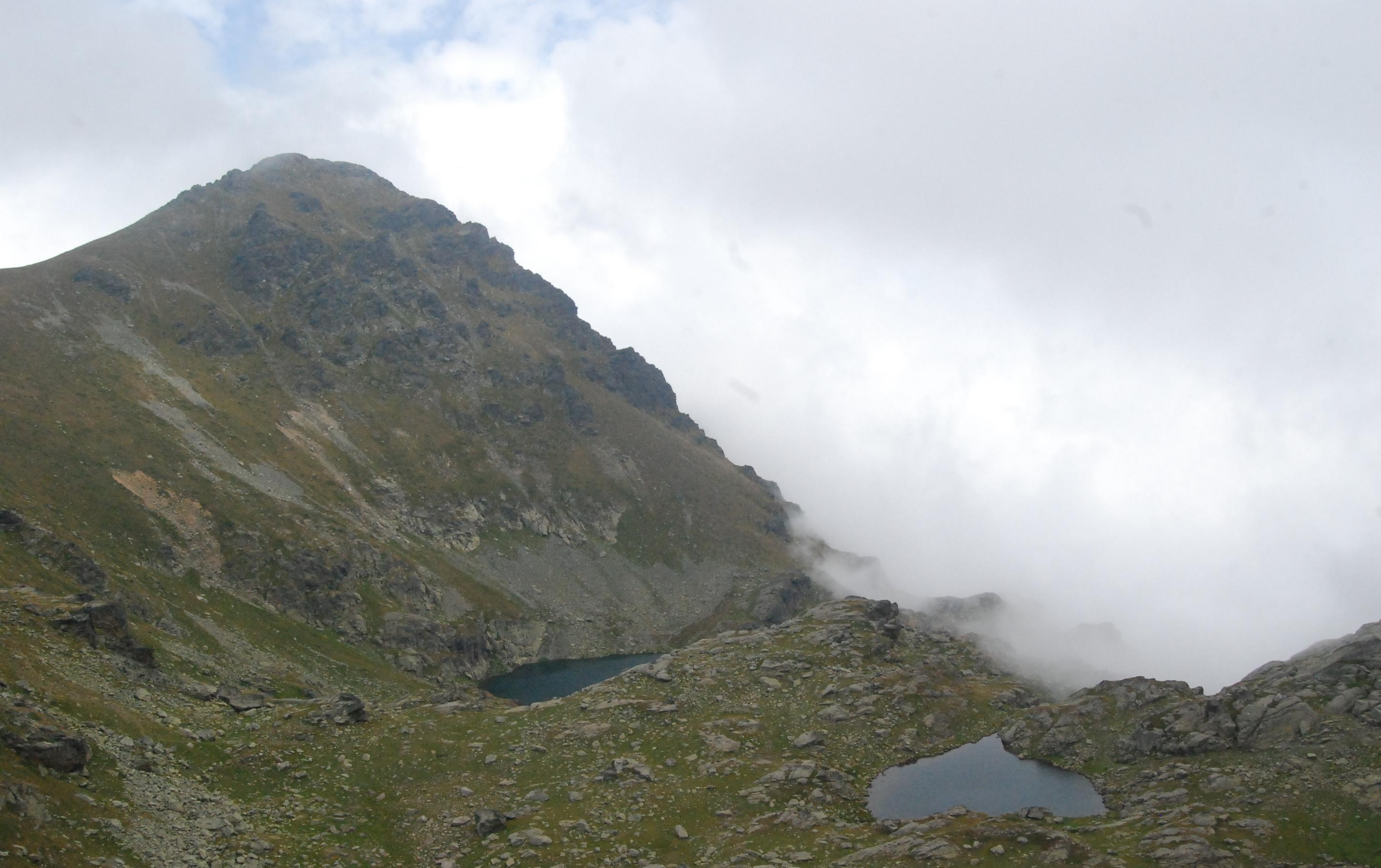
جبل Đeravica 2656 متر، أعلى قمة في كوسوفو

## الحكومة والسياسة

### الحكومة

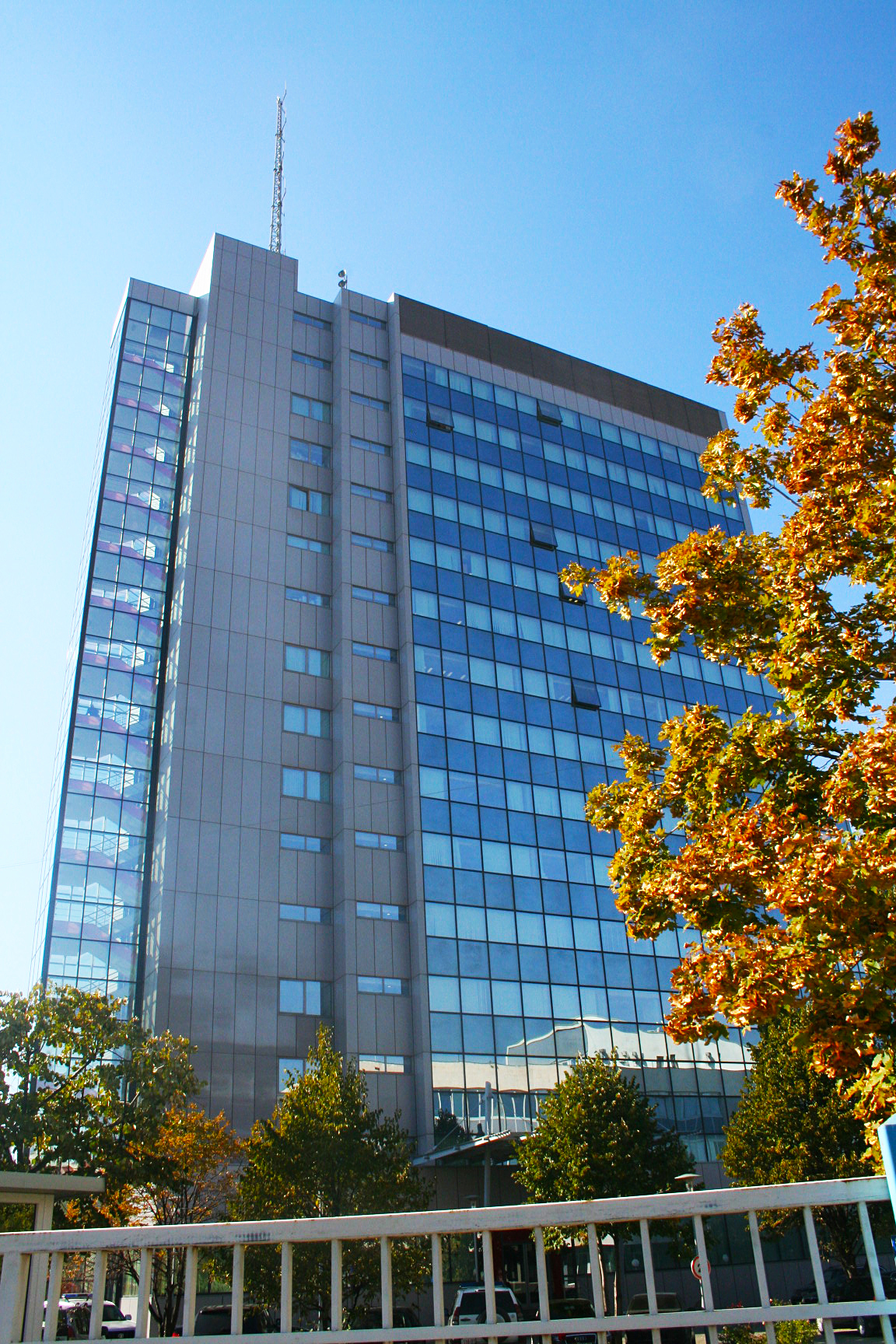
مبنى حكومة جمهورية كوسوفو في برشتينة

يتم تعريف حكومة جمهورية كوسوفو تحت دستور عام 2008 في كوسوفو كجمهورية ديمقراطية تمثيلية برلمانية متعددة الأحزاب. تُناط السلطة التشريعية في كل من جمعية كوسوفو وزراء ضمن اختصاصاتها. رئيس كوسوفو هو رئيس الدولة ويمثل «وحدة الشعب». السلطة التنفيذية كوسوفو يمارس السلطة التنفيذية ويتكون من رئيس وزراء كوسوفو رئيسا للحكومة، نائب رئيس الوزراء، والوزراء من مختلف الوزارات. ويتكون النظام القانوني للهيئة قضائية مستقلة تتألف من المحكمة العليا والمحاكم الجزئية، والمحكمة الدستورية، ومؤسسة النيابة العامة مستقلة. كما توجد هناك مؤسسات مستقلة متعددة يحددها الدستور والقانون، فضلا عن الحكومات المحلية.
الوجود المدني والأمن الدوليين وتعمل تحت رعاية قرار مجلس الأمن التابع للأمم المتحدة 1244. شملت سابقا هذا فقط بعثة إدارة الأمم المتحدة المؤقتة في كوسوفو، ولكن منذ ذلك الحين توسعت لتشمل الاتحاد الأوروبي سيادة القانون في كوسوفو بعثة (إيوليكس). في ديسمبر 2008، تم نشر إيوليكس في جميع أنحاء إقليم كوسوفو، على افتراض المسؤوليات في مجالات الشرطة والجمارك والقضاء.
وأُنشئت قوة شرطة كوسوفو في عام 1999.

### الدستور
ويخضع جمهورية كوسوفو من قبل المؤسسات التشريعية والتنفيذية والقضائية التي تستمد من دستور كوسوفو، الذي اعتمد في حزيران 2008، على الرغم من أن (كما ذكر سابقا) شمال كوسوفو هو في الواقع تسيطر إلى حدٍّ كبير من قبل المؤسسات جمهورية صربيا أو المؤسسات الموازية الممولة من جانب صربيا. ينص الدستور على وظيفة إشرافية دولية مؤقتة يمارسها المكتب المدني الدولي (ICO)، و في مجال سيادة القانون، من خلال إيوليكس. أعلنت المجموعة التوجيهية الدولية أن ولاية ICO ل قد اختتمت بنجاح وأن ICO يعد لها وجود في 10 سبتمبر 2012
ينص الدستور للديمقراطية برلمانية في المقام الأول، على الرغم من أن الرئيس لديه السلطة للعودة مشروع القانون إلى الجمعية لإعادة النظر، ولها دور في الشؤون الخارجية وبعض التعيينات الرسمية. وهي تحدد أن «جمهورية كوسوفو هي دولة علمانية ومحايدة في مسائل المعتقدات الدينية». مثل الإطار الدستوري قبل ذلك، فإنه يضمن الحد الأدنى من عشرة مقاعد في الجمعية 120 عضوا للصرب، وعشرة للأقليات الأخرى، وأيضا يضمن الصرب وغيرهم من الأقليات الأماكن في الحكومة.
وهناك مجموعة واسعة من التشريعات التي تؤثر على مجتمعات الأقليات لا يتطلب سوى الغالبية في الجمعية العامة لمرور أو التعديل، ولكن أيضا بموافقة أغلبية الأعضاء الذين الجمعية الذين هم الصرب أو من الأقليات الأخرى. على الرغم من أن كوسوفو ليست حاليا عضواً في مجلس أوروبا (وبالتالي مواطنيها لا يمكن الطعن إلى المحكمة الأوروبية لحقوق الإنسان) يكرس الدستور والاتفاقية الأوروبية لحقوق الإنسان في القانون كوسوفو، ويعطيها الأولوية على أية قوانين كوسوفو المحلية. والمحكمة الدستورية مستقلة كوسوفو انقلبت بالفعل الإجراءات التنفيذية على أساس أنها تنتهك الاتفاقية.
ينص الدستور على صلاحيات واسعة للبلديات؛ لا يمكن تغيير حدود البلديات دون موافقتهم. وترد ثلاث بلديات ذات الأغلبية الصربية (شمال ميتروفيتشا، غراتشانيتسا، وستربتشي) مباشرة الصلاحيات التي بلديات كوسوفو الأخرى ليس لديها في مجالات التعليم الجامعي والرعاية الصحية الثانوية؛ الحق الدستوري البلديات الصربية لربط والتعاون مع بعضها البعض يعني أنه، بشكل غير مباشر، لديهم أيضا القوى المحتملة في هذه المجالات .

### العلاقات الخارجية
توجد 19 سفارة في جمهورية كوسوفو، وتم الاعتراف بها من قبل 97 دولة. أنور خوجاي وزير الخارجية للجمهورية. أعلنت السلطات في كوسوفو فرض تأشيرات دخول على رعايا 87 دولة بينها روسيا والصين، في إجراء هو الأول من نوعه لهذا الإقليم الذي أعلن استقلاله عن صربيا عام 2008. يشار إلى أن الدول الأوروبية التي فرض على رعاياها الحصول على تأشيرة دخول هي روسيا ومولدوفا وبيلاروسيا وأوكرانيا، إضافة إلى دول أخرى إفريقية وآسيوية مثل مصر والهند وإندونيسيا وباكستان.

## الاقتصاد
كانت كوسوفو أفقر منطقة من جمهورية يوغوسلافيا الاشتراكية الاتحادية، عانى اقتصاد كوسوفو كثيرًا في التسعينيات من القرن الماضي بسبب الاضطرابات السياسية والحروب اليوغوسلافية وطرد الصرب للموظفين القوصويين والعقوبات الدولية على صربيا حيث كانت كوسوفو جزءً منها أنذاك قبل أن تحصل على استقلالها في 17 فبراير 2008.
على الرغم من أن كوسوفو كانت مدعومة من الجمهوريات اليوغوسلافية الأخرى، مع ذلك لم تتجاوز الاستثمارات في كوسوفو في الستينيات والسبعينيات نصف قيمة الاستثمارات في باقي المناطق اليوغوسلافية الأخرى. وانخفاض الناتج القومي الإجمالي للفرد 44% من متوسط اليوغوسلافية (لم تتجاوز نصف المتوسط اليوغوسلافي) إلى 27% في عام 1988. في عام 1989، كان متوسط الدخل الشهري في كوسوفو 454 دينار صربي (بينما بلغت 1180 في سلوفينيا، 823 في كرواتيا بينما كان متوسط الدخل في صربيا 784 دينار صربي). في أوائل التسعينات، انخفضت الطاقة الإنتاجية للاقتصاد القوصوي إلى النصف بسبب تفكك يوغسلافيا السابقة والحروب الأهلية والعقوبات الدولية، وانعزالها عن الأسواق الخارجية. وبسبب الصراع مع صربيا عام 1998-1999 إلى انخفاض الإنتاج مرة أخرى إلى 20%.
بعد عام 1999، أزدهر الاقتصاد القوصوي نتيجة لإعادة الإعمار ما بعد الحرب وبفضل المساعدات الخارجية أيضًا. في 2003-2011، على الرغم من انخفاض المساعدات الخارجية، والأزمة العالمية العالمية عام 2009 وأزمة منطقة اليورو، أرتفع متوسط نمو الناتج المحلي الإجمالي أكثر من 5% سنويًا. وانخفاض التضخم.
في عام 2004، بلغ عجز ميزان السلع والخدمات حوالي 70% من الناتج المحلي الإجمالي، ولكنها انخفضت إلى 39% في عام 2011. شكلت التحويلات المصرفية من الشتات إلى كوسوفو ما يقارب 14% من الناتج المحلي الإجمالي، وبقت النسبة بتغير لا يُذكر على مدى العقد السابق. شملت التنمية الاقتصادية قطاعات التجارة والتجزئة والتشييد. برز القطاع الخاص في عام 1999 لكن على نطاق صغير، ولا يزال القطاع الصناعي ضعيف في البلاد. بالتالي كوسوفو تعتمد بشكل كبير على التحويلات المالية من الشتات (معظمها من ألمانيا وسويسرا)، الاستثمار الأجنبي المباشر.
بسبب ضعف إنتاج الاقتصاد القوصوي فتعتمد الإيرادات الحكومية على الطلب، حيث تأتي 14% من الإيرادات من الضرائب المُباشرة والرسوم الجمركية والضرائب الاستهلاكية. مما يؤدي إلى انخفاض مستويات الإنتاج وقامت الحكومة في عام 2009 بخفض الضريبة على الشركات من 20% إلى 10%، وأعلى معدل ضريبة على دخل الفرد تبلغ 10%.
تغلب على الأرض السهول الخضراء المحاطة بالجبال والتلال وتجري فيها أربعة انهار وفيها 17 بحيرة ومع ذلك فإن الوضع الاقتصادي فيها مزري. أحد الأسباب هو تهميش كوسوفو في قترة التسعينيات من قبل الحكومة اليوغوسلافية، حيث بلغت نسبة البطالة بينهم حوالي 50% بينما كانت تبلغ نسبة البطالة في باقي مناطق صربيا 18.8% قبل حرب 1999. نصف عدد القوصويين تقل أعمارهم عن 35 عاماً. قبل الاستقلال كان وما زال إقليم كوسوفو معروف بالأرض الحبيسة لأنه غير مطل على أية منفذ بحري. كوسوفو هي افقر دولة في يوغوسلافيا السابقة والاتحاد الأوروبي هو أبرز جهة مانحة له. وكوسوفو منطقة غنية بالمعادن مثل الرصاص والزنك والفضة والكروم والحديد والنيكل والفحم الحجري.
تبلغ مساحة أراضي كوسوفو 1,1 مليون هكتارـ يُستخدم حوالي نصفها لصالح القطاع الزراعي أي ما يُقارب 538,838 هكتار، ويزرع حوالي 52% محاصيل، 21% مروج ومراعي، 18% غابات ويستخدم أقل من 1% لكروم العنب. من أهم المحاصيل الذرة والقمح والبطاطس والبطيخ تليها الفلفل والبندورة وفقًا لبيانات المسح الزراعي لعام 2001).

## النقل والمواصلات

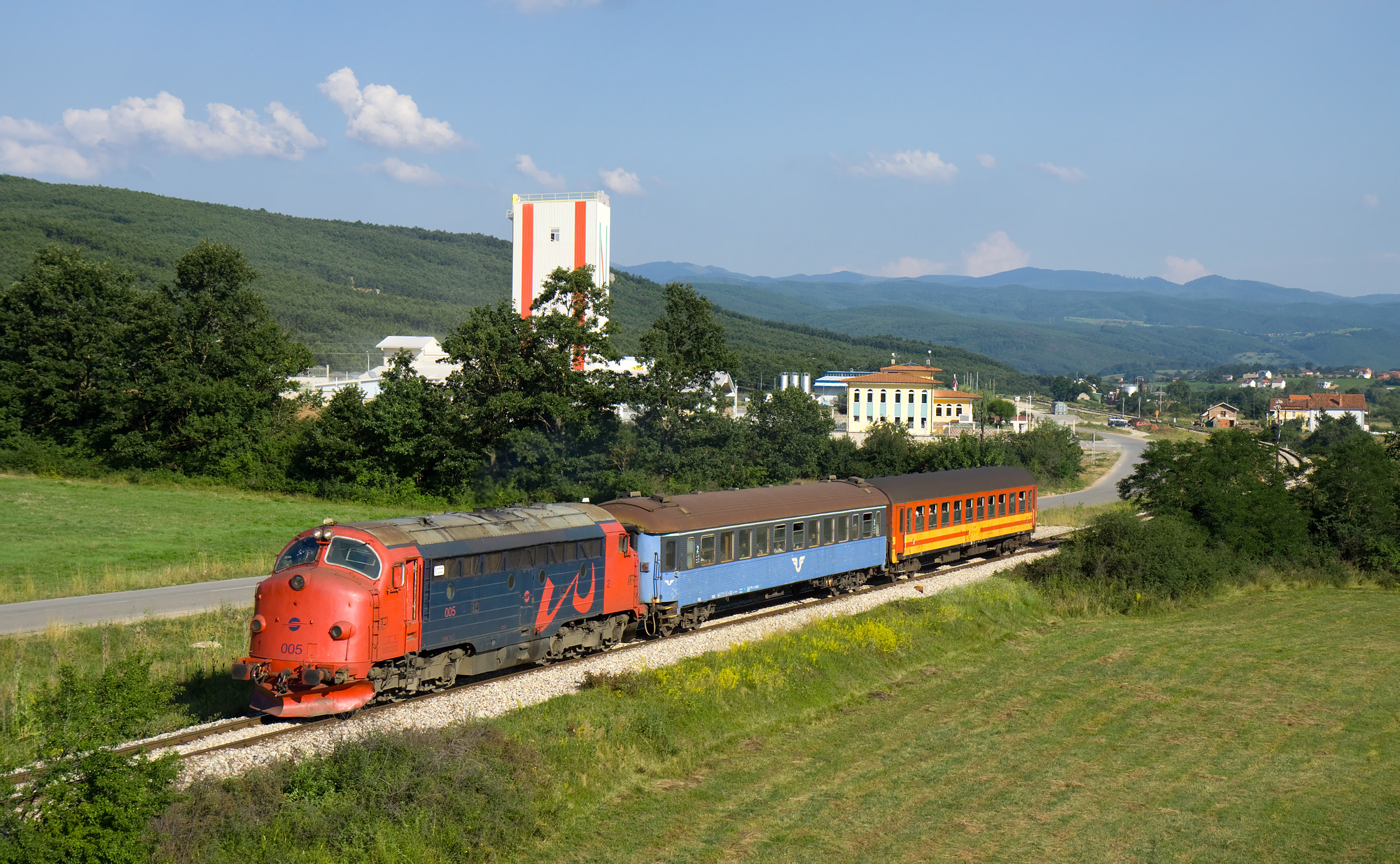
قطار ركاب في كوسوفو.

### الطرق
- المجموع: 1,926 كم
- معبدة: 1,668 كم
- غير معبدة: 258 كم

### السكك الحديدية
- المجموع: 430 كم

خارطة للسكك الحديدية في كوسوفو

يبلغ طول السكك الحديدية في جمهورية كوسوفو 430 كم منها 333 كم للنقل والشحن و97 كم فقط لحركة الشحن. وتملك خطوط سكك حديدية مع الدول المجاورة مقدونيا وصربيا باستثناء ألبانيا والجبل الأسود. قبل الحرب العالمية الأولى كانت تُستخدم سكك الجمهورية من قبل السكك الحديدية اليوغوسلافية ما بين 1918-1992، وتوقفت خدمتها بعدما تدخل الحلف الأطلسي في عام 1999. في عام 2008، أعادت السكك الحديدية الصربية خدماتها إلى المنطقة الشمالية لكوسوفو ذات الأغلبية الصربية.

### المطارات
عدد المطارات: 10
- ذات مدارج معبدة: 4
  - 2,438 حتى 3,047
  - 1,524 حتى 2,437
  - أقل من 914
- ذات مدارج غير معبدة: 4
  - أقل من 914
- مهبط الطائرة العامودية: 2

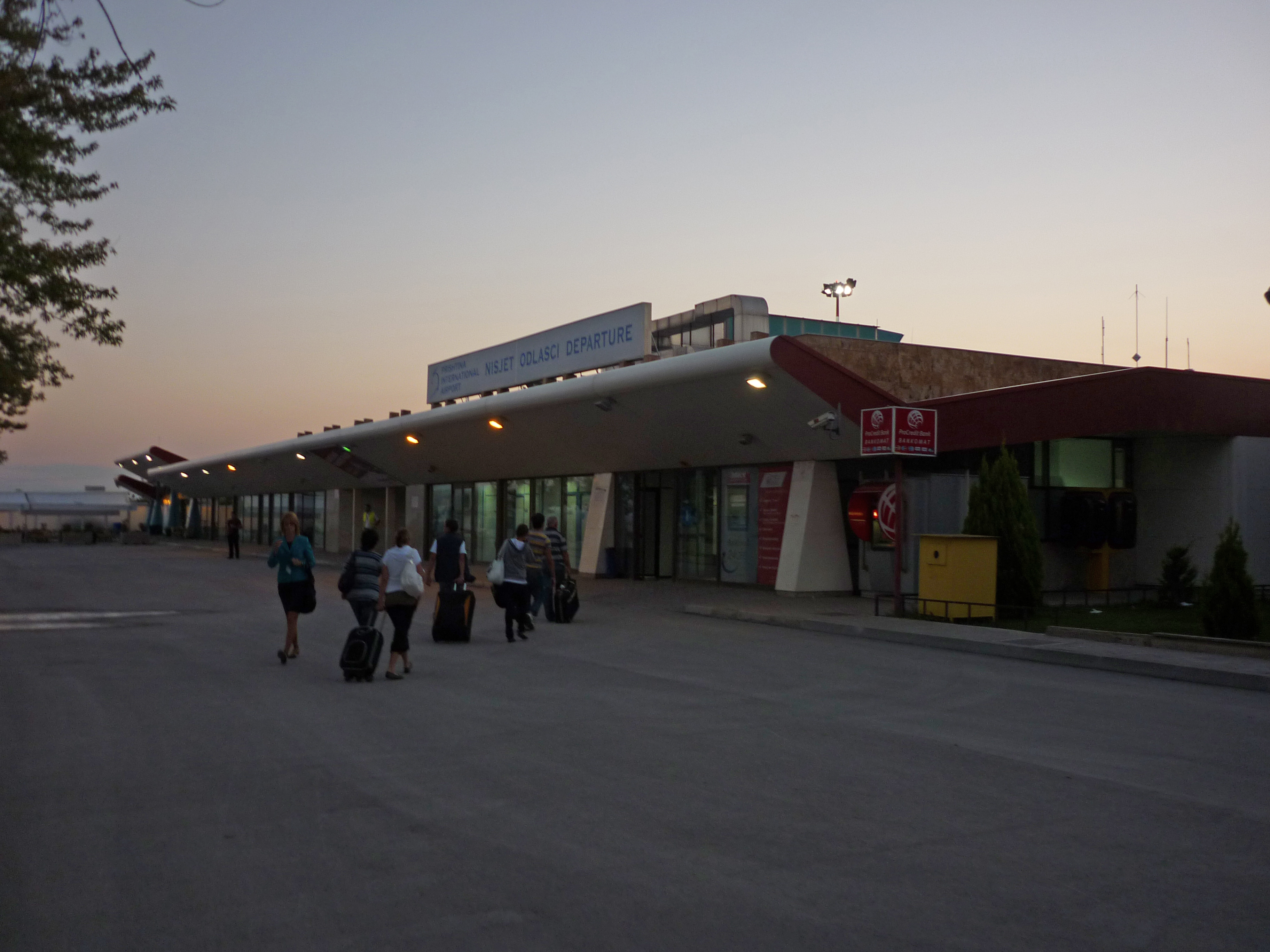
المدخل الرئيسي لمطار برشتينة الدولي.

يقع مطار برشتينة الدولي على بعد 15 كم (9,3 ميل) جنوب غرب العاصمة برشتينة. ويبلغ عدد المسافرين خلال المطار 1,6 مليون مسافر سنويًا. ويخضع المطار تحت قيادة كوسوفو ويعتبر المنفذ الوحيد لدخول المسافرين إلى كوسوفو. ويطلق على المطار أيضًا اسم مطار آدم جاشاري، وهو الزعيم السابق لجيش تحرير كوسوفو. وارتفع عدد المسافرين عبر المطار عام 2012-2013 بنسبة 6,6%.

## التقسيمات الإدارية
| مقاطعة بيجا مقاطعة جاكوفا مقاطعة بريزرن مقاطعة كوسوفسكا ميتروفيتشا مقاطعة بريشتينا مقاطعة فريزاي مقاطعة جيلان |            | \| المقاطعة \| العاصمة \| المساحة (كم2) \| عدد السكان \| \| ----------------- \| ---------- \| ------------- \| ---------- \| \| مقاطعة بيجا \| بيخا \| 1,365 \| 174,235 \| \| مقاطعة ميتروفيتسا \| ميتروفيتسا \| 2,077 \| 272,247 \| \| مقاطعة برشتينة \| برشتينة \| 2,470 \| 477,312 \| \| مقاطعة جيلان \| جيلان \| 1,206 \| 180,783 \| \| مقاطعة جاكوفا \| جاكوفا \| 1,129 \| 194,672 \| \| مقاطعة بريزرن \| بريزرن \| 1,397 \| 331,670 \| \| مقاطعة فريزاي \| فريزاي \| 1,030 \| 185,806 \| |            |  |
| المقاطعة | العاصمة    | المساحة (كم2) | عدد السكان |  |
| مقاطعة بيجا                                                                                                   | بيخا       | 1,365 | 174,235    |  |
| مقاطعة ميتروفيتسا                                                                                             | ميتروفيتسا | 2,077 | 272,247    |  |
| مقاطعة برشتينة                                                                                                | برشتينة    | 2,470 | 477,312    |  |
| مقاطعة جيلان                                                                                                  | جيلان      | 1,206 | 180,783    |  |
| مقاطعة جاكوفا                                                                                                 | جاكوفا     | 1,129 | 194,672    |  |
| مقاطعة بريزرن                                                                                                 | بريزرن     | 1,397 | 331,670    |  |
| مقاطعة فريزاي                                                                                                 | فريزاي     | 1,030 | 185,806    |  |

## السكان
وفقاً لمكتب الإحصاء في كوسوفو. فقد بلغ عدد سكان كوسوفو عام 2005 ما بين 1,9 و 2,2 مليون نسمة بناء على التركيبة العرقية التالية: الألبان 92 ٪، والصرب 4 ٪، والبوشناق 2 ٪ و الغوران 1٪، الأتراك والغجر 1 ٪. أما في وفقا لوكالة المخابرات المركزية كتاب حقائق العالم البيانات المقدرة من يوليو 2009، يبلغ عدد سكان كوسوفو 1803838 شخص. وذكر أن التركيبة العرقية كانت 88٪ من الألبان، و 7٪ من الصرب و 5٪ من المجموعات العرقية الأخرى بما في ذلك البوشناق، والغوراني، والروما، والأتراك، وأشكالي، والمصريين، وجانجيفتسي- الكروات.

### اللغات

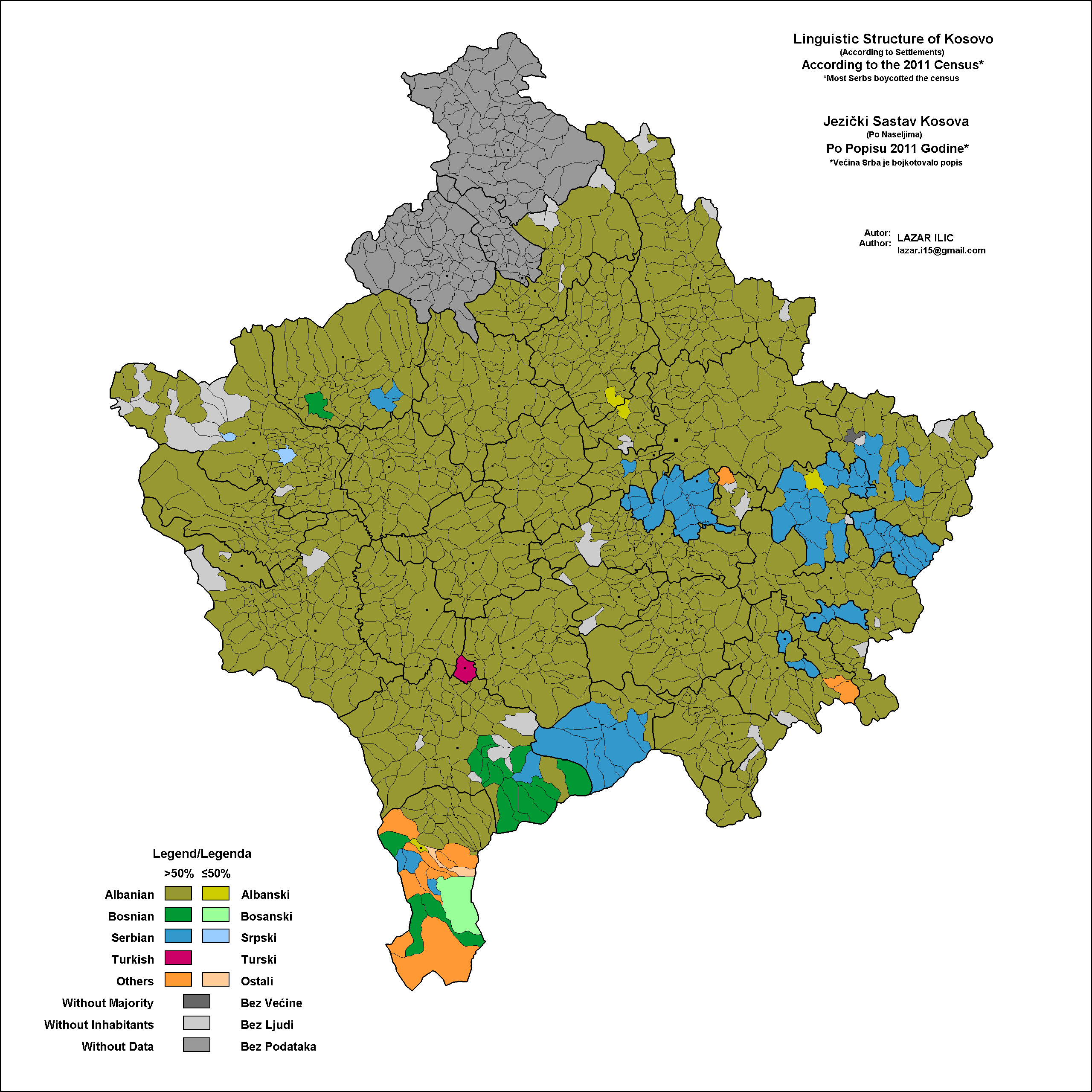
الهيكل اللغوي حسب تعداد 2011.

حسب تعريف دستور كوسوفو، الألبانية والصربية لغتان رسميتان في كوسوفو. وفقا لتعداد عام 2011، ما يقرب من 95 ٪ من المواطنين يتحدثون الألبانية كلغتهم الأم، تليها اللغات السلافية الجنوبية والتركية. بسبب مقاطعة شمال كوسوفو للتعداد، أسفرت اللغة البوسنية عن كونها ثاني أكبر لغة بعد الألبانية. ومع ذلك، فإن اللغة الصربية هي في الواقع ثاني أكثر اللغات المنطوقة في كوسوفو.
| اللغة         | متحدثين محليين | %    |
| ------------- | -------------- | ---- |
| الألبانية     | 1,644,865      | 94.5 |
| البوسنية      | 28,989         | 1.7  |
| الصربية       | 27,983         | 1.6  |
| التركية       | 19,568         | 1.1  |
| الرومانية     | 5,860          | 0.3  |
| أخرى/غير محدد | 12,560         | 0.7  |

### الدين

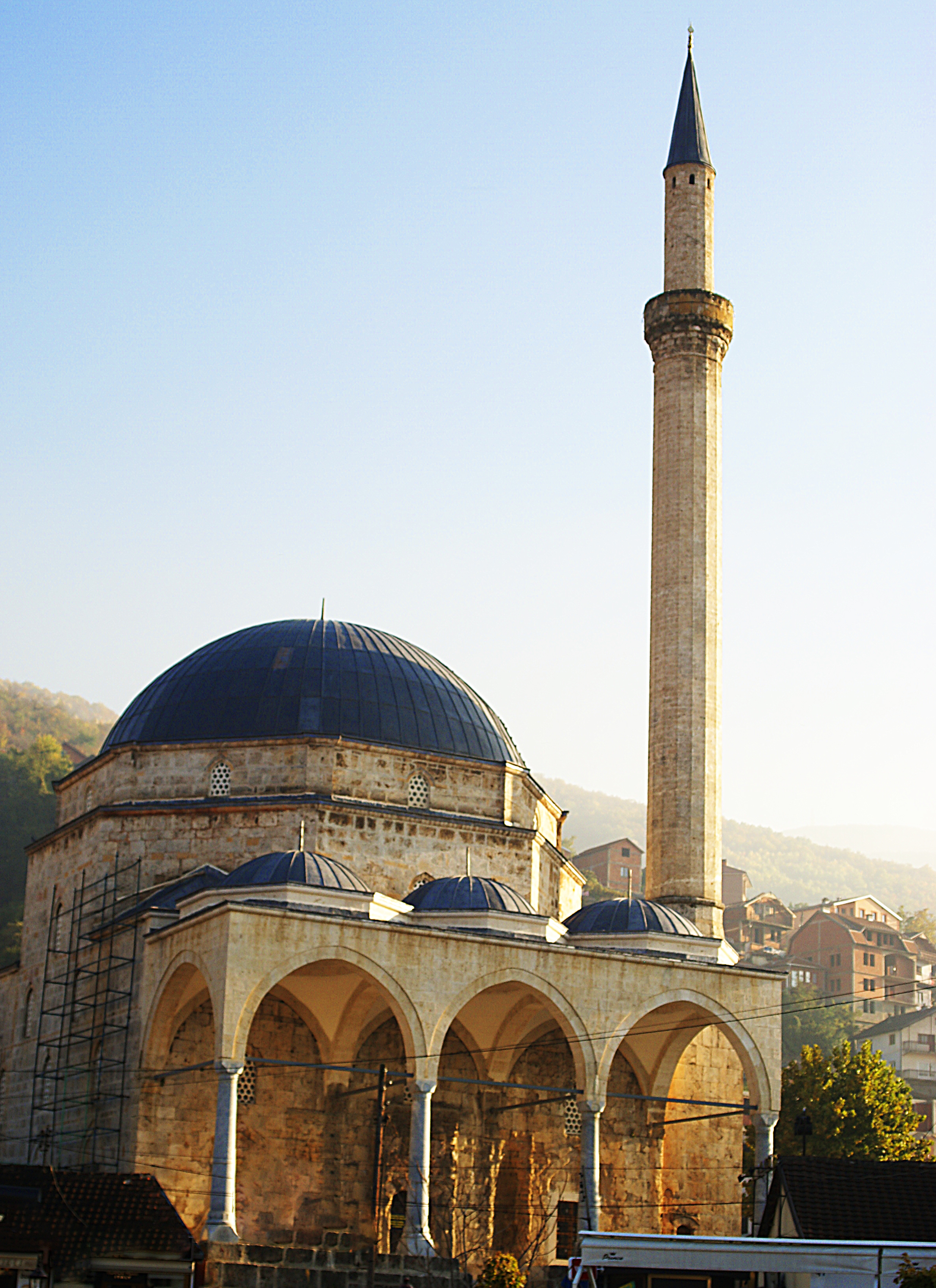
مسجد سنان باشا.

يشكل المسلمون 95 ٪ من سكان كوسوفو، وقد وجه الإسلام إلى المنطقة مع الفتح العثماني في القرن 15. فضلاً عن أقلية من الروم الكاثوليك. تأسست أول جامعة إسلامية عام 1992 في برشتينة العاصمة. نُحصي اليوم في كوسوفو ما يفوق 800 مسجد جامع، بينما يجري بناء حوالي 100 أخرى في مناطق كوسوفو المختلفة بينها مشروع تشييد أكبر مسجد في منطقة البلقان بأسرها في العاصمة برشتينة. وتُلقى خطب الجمعة والدروس الدينية ويُتلى الدعاء باللغات الألبانية والبوسنية والتركية، ويتم التعليم داخل الكتاتيب القرآنية والمدارس الإسلامية أيضًا باللغات الثلاث.

### الرياضة
وعلى صعيد الرياضة لعب منتخب كوسوفو لكرة القدم أول مباراة له مع منتخب ألبانيا في سنة 1987، وانتهت المباراة بخسارة كوسوفو (1-3)، ولكن هذه المباراة لم تكن رسمية.
لعب منتخب كوسوفو أول مباراة رسمية مع منتخب هايتي وانتهت بالتعادل السلبي.
ورغم ذلك فإن منتخب كوسوفو لا يملك عضوية الفيفا وحصل على عضوية الإتحاد الأوروبي لكرة القدم بتاريخ 03/05/2016 .
| المدن والبلدات الكبرى في جمهورية كوسوفو تقدير عدد السكان في كوسوفو 2012 | المدن والبلدات الكبرى في جمهورية كوسوفو تقدير عدد السكان في كوسوفو 2012 | المدن والبلدات الكبرى في جمهورية كوسوفو تقدير عدد السكان في كوسوفو 2012 | المدن والبلدات الكبرى في جمهورية كوسوفو تقدير عدد السكان في كوسوفو 2012 | المدن والبلدات الكبرى في جمهورية كوسوفو تقدير عدد السكان في كوسوفو 2012 | المدن والبلدات الكبرى في جمهورية كوسوفو تقدير عدد السكان في كوسوفو 2012 | المدن والبلدات الكبرى في جمهورية كوسوفو تقدير عدد السكان في كوسوفو 2012 | المدن والبلدات الكبرى في جمهورية كوسوفو تقدير عدد السكان في كوسوفو 2012 | المدن والبلدات الكبرى في جمهورية كوسوفو تقدير عدد السكان في كوسوفو 2012 | المدن والبلدات الكبرى في جمهورية كوسوفو تقدير عدد السكان في كوسوفو 2012 |
|                                                                         | الترتيب                                                                 |                                                                         | مديريات                                                                 | السكان                                                                  | الترتيب                                                                 |                                                                         | مديريات                                                                 | السكان                                                                  |                                                                         |
| ----------------------------------------------------------------------- | ----------------------------------------------------------------------- | ----------------------------------------------------------------------- | ----------------------------------------------------------------------- | ----------------------------------------------------------------------- | ----------------------------------------------------------------------- | ----------------------------------------------------------------------- | ----------------------------------------------------------------------- | ----------------------------------------------------------------------- | ----------------------------------------------------------------------- |
| بريشتينا بريزرن                                                         | 1                                                                       | بريشتينا                                                                | مديرية بريشتينا                                                         | 201,804                                                                 | 11                                                                      | دريناس                                                                  | مديرية دريناس                                                           | 59,160                                                                  | فريزاي بيك                                                              |
| بريشتينا بريزرن                                                         | 2                                                                       | بريزرن                                                                  | مديرية بريزرن                                                           | 179,869                                                                 | 12                                                                      | يبيان                                                                   | مديرية يبيان                                                            | 58,292                                                                  | فريزاي بيك                                                              |
| بريشتينا بريزرن                                                         | 3                                                                       | فريزاي                                                                  | مديرية فريزاي                                                           | 109,899                                                                 | 13                                                                      | أوراخوفاتش                                                              | مديرية أوراخوفاتش                                                       | 56,932                                                                  | فريزاي بيك                                                              |
| بريشتينا بريزرن                                                         | 4                                                                       | بيك                                                                     | مديرية بيك                                                              | 97,360                                                                  | 14                                                                      | ماليسهافا                                                               | مديرية ماليسهافا                                                        | 55,470                                                                  | فريزاي بيك                                                              |
| بريشتينا بريزرن                                                         | 5                                                                       | غياكوفا                                                                 | مديرية غياكوفا                                                          | 95,363                                                                  | 15                                                                      | سكندراي                                                                 | مديرية سكندراي                                                          | 51,255                                                                  | فريزاي بيك                                                              |
| بريشتينا بريزرن                                                         | 6                                                                       | جيلان (كوسوفا)                                                          | مديرية جيلان (كوسوفا)                                                   | 90,863                                                                  | 16                                                                      | فيتيا                                                                   | مديرية فيتيا                                                            | 47,408                                                                  | فريزاي بيك                                                              |
| بريشتينا بريزرن                                                         | 7                                                                       | بودوجيفا                                                                | مديرية بودوجيفا                                                         | 88,877                                                                  | 17                                                                      | ديكان                                                                   | مديرية ديكان                                                            | 40,392                                                                  | فريزاي بيك                                                              |
| بريشتينا بريزرن                                                         | 8                                                                       | ميتروفيتسا                                                              | مديرية ميتروفيتسا                                                       | 84,949                                                                  | 18                                                                      | استوك                                                                   | مديرية استوك                                                            | 39,727                                                                  | فريزاي بيك                                                              |
| بريشتينا بريزرن                                                         | 9                                                                       | فوستري                                                                  | مديرية فوستري                                                           | 70,495                                                                  | 19                                                                      | كلينا                                                                   | مديرية كلينا                                                            | 39,047                                                                  | فريزاي بيك                                                              |
| بريشتينا بريزرن                                                         | 10                                                                      | شاركا                                                                   | مديرية شاركا                                                            | 60,549                                                                  | 20                                                                      | كوزوفسكا كامينيتشا                                                      | مديرية كوزوفسكا كامينيتشا                                               | 35,981                                                                  | فريزاي بيك                                                              |

## التعليم
يُقسم نظام التعليم في جمهورية كوسوفو إلى ثلاثة مراحل: مرحلة ما قبل المدرسة (عادة من سن 3-6 سنوات)، التعليم الابتدائي وهي المرحلة الأولى من التعليم الإلزامي تكون لمدة خمس سنوات (من عمر 6-12 سنة) والتعليم الثانوي المرحلة الثانية من التعليم الإلزامي والتي تنقسم إلى قسمين الأول يكون لمدة أربع سنوات (من عمر 12-15 سنة) والقسم الثاني هو التعليم الثانوي العالي ويكون عادةً لمدة 3 أو 4 سنوات وهذا يعتمد على مناهج التعليم التي وضعتها وزارة التربية والتعليم والعلوم والتكنولوجيا (العمر 15-18 سنة).
يرتبط موضوع الأمية في كوسوفو بنوع الجنس وكذلك مكان الإقامة، فالأمية عادة تكون مرتفعة في المناطق الريفية أكثر من المناطق الحضرية. فتبلغ نسبة الأمية بين الإناث في المناطق الريفية 13,4% بينما تنخفض النسبة إلى 10,4% في المناطق الحضرية، أما الأمية بين الذكور فتبلغ في المناطق الريفية 3,8% وتنخفض النسبة إلى 2,3% في المناطق الحضرية، أما نسبة الأمية بشكل عام فتبلغ 8,1% للسكان فوق 15 سنة.
سنة 2010م، بلغ عدد التلاميذ بالمدارس الابتدائية 723 ألف و 563 تلميذاً بينما بلغ عدد المعلمين الذين يدرّسون لهم 13 ألف و 309 معلمين· وتوجد ثلاثة مدارس شرعية، وعدد طلابها 600 طالب، وتوجد جامعة واحدة تضم 13 كلية تحوي مختلف مجالات التعليم، وبلغ عدد الطلاب الجامعيين 27 ألف طالب، وأكثر من ألف أستاذ جامعي، وقد بلغ عدد المساجد في قوصوة 550 مسجداً· تنتشر كتاتيب تحفيظ القرآن في 1348 مدينة وقرية، و 750 مدرسة قرآنية تابعة لدوائر الأوقاف وتشرف عليها المجالس الإسلامية المحلية· وتوجد مدرسة علاء الدين الثانوية الإسلامية العريقة. وبها أيضا كلية دراسات إسلامية.